# Cerkiew św. Kosmy i Damiana w Szmańkowcach (greckokatolicka)
Cerkiew św. Kosmy i Damiana w Szmańkowcach – cerkiew greckokatolicka (Ukraińska Cerkiew Greckokatolicka), we wsi Szmańkowce (rejon czortkowski, obwód tarnopolski) na Ukrainie.

## Historia
Cerkiew została zbudowana w 2001. 6 lipca 2015 roku parafię wizytował biskup Dmytro Hryhorak z diecezji buczackiej.

## Proboszczowie
- о. Bohdan Szkilnyckyj (1990~2000)[1]
- о. Taras Seńkiw (1990~2000)[1]
- о. Serhij Liszczynskyj (~ 2000—2004)[1]
- о. Zinowij Pasicznyk (od 2011)[1]